# Pedro Wayne
Pedro Wayne (Salvador, 26 de fevereiro de 1904 - Bagé/RS, 13 de outubro de 1951), batizado Pedro Rubens de Freitas Wayne, foi jornalista, poeta e romancista. 

## Biografia
A sua obra mais conhecida é Xarqueada, considerada uma incisiva crítica à realidade do meio saladeril, a charqueada, da campanha do Rio Grande do Sul. Recentemente, a obra ganhou edição comemorativa ao seu 80º aniversário. 
A família de Pedro Wayne transferiu-se para a cidade de Pelotas/RS, terra de Simões Lopes Neto, quando o menino tinha quatro anos; mais tarde, passando a residir em Bagé/RS. Essas experiências concederam a Pedro Wayne um contato mais direto com a vida campeira do gaúcho, a lida do campo, com o gado, o trato com o cavalo; assim como inseriram-no na vida cultural de duas cidades interioranas que, no contexto do Rio Grande do Sul, sempre se destacaram por privilegiarem o teatro, a música etc. Pedro Wayne também trabalhou como agricultor, além de bancário, juiz municipal e jornalista.
Para Regina Zilberman, Pedro Wayne: "Foi adepto de primeira hora do projeto modernista, gestado na São Paulo dos anos 1920 do século passado, e difundido pelas distintas regiões brasileiras ao longo daquela década e das seguintes.  Foi também um motivador cultural junto à sua geração e a de então jovens artistas, como os pintores bageenses Danúbio Gonçalves (1925), Glênio Bianchetti (1928) e Glauco Rodrigues (1929), expoentes que, mais adiante, ao lado de Carlos Scliar (1920-2001), de Santa Maria, e de Vasco Prado (1914-1998), de Uruguaiana, formaram o famoso Clube da Gravura de Porto Alegre que, por volta de 1950, alavancou as artes plásticas no Rio Grande do Sul." 
Luis Augusto Fischer, referindo-se à produção literária do autor, afirma: "Vemos ali enfocada a dramaticidade do decaído homem gaúcho, flagrado em momentos terminais - o peão que se enforca, mas mantém a pose altaneira, o hábil e experimentado tropeiro que enlouqueceu e morreu (...). Em sua obra soa um lamento duro - e poeticamente consistente - pelo fim de um mundo ao qual não há mais acesso na realidade mas do qual não podemos fugir no imaginário"
Regina Zilbermann também assinala: Pedro Wayne tem uma “posição inquestionável na literatura do Rio Grande do Sul e na trajetória do romance brasileiro”. 
A municipalidade bageense, como reconhecimento ao artista, através da Prefeitura Municipal e do campus local da Universidade Federal do Pampa (UNIPAMPA), a partir de 2018, vem desenvolvendo o "Projeto Memorial Pedro Wayne Traços Literários de Memória e Ensino" com vistas a preservar e divulgar o patrimônio documental do autor. 

## Jornalista
Como jornalista, teve algumas experiências, nem todas bem sucedidas. Atuou como redator e cronista do jornal "Correio do Sul", além de participar como colaborador da revista “Phenix” e outros jornais de menor expressão. Foi editor da “Revista da Exposição”, publicada durante o tradicional evento, que é promovido anualmente pela Associação Rural de Bagé.
Ao lado de Fernando Borba, Paulo Thompson Flores e Pelayo Perez, o autor foi responsável pela publicação de um pequeno jornal local, mas que repercutiu significativamente nos meios literários nacionais, recebendo pedidos de exemplares de várias partes do país, trata-se de “ABCDEFGIJKLMNOPQRSTUVWXYZ”. Em seu editorial de inauguração, o jornal assinalava comprometer-se com "literatura da nova, coisas de hoje”. Apesar do seu vanguardismo, o periódico teve curta duração, embora despertasse polêmica, sendo considerado “obsceno, pornográfico e imoral”. Acabou sendo fechado pela polícia por determinação expressa do governador do Estado, Flores da Cunha, em atendimento a pedidos que lhe haviam sido feitos por líderes locais.
Em seu editorial de encerramento, os editores anunciavam: "Não pense, não, o leitor que são os redatores que vão partir.Ainda não. É o ABC, simplesmente, que comunica a seus inúmeros desafetos que com esse terceiro número despede-se. Não sairá mais. Nascido para viver apenas um dia, três vezes, com esta, veio a lume. forçado pela estúpida falta de compreensão daqueles que o apedrejaram em nome da falsa moral embuçados na capa de borracha de tartufo. Moral caolha e hipócrita não é moral. Por isso, não aceitamos a lição quando surgiu ela da intriga, do anonimato ed da má vontade nascida na sandice gás mesas de café. Os redatores do dito cujo aproveitam o ensejo para se despedirem de todas as almas gener osas que lhe têm enviado descompustura, intrigas e cousas outras, tão profundamente imorais que não cabem dentro da sinceridade desta folha”. 

## Poeta
Em versos, Pedro Wayne publicou Versos Meninosos e a Lua, seguido por Dina e Tropel de Aflições . O último, em memória de sua filha Dolores Maria, prematuramente falecida: “dezesseis poemas para aquela que aos 16 anos de idade deixou-nos a permanência de seu beijo e em sonho novamente se tornou”.
Em Versos Meninosos e a Lua, por outro lado, predominam o humor, a coloquialidade e a temática cotidiana, indicando a sua adesão ao projeto modernista, que marcou a sua linguagem lírica, de modo que contribuiu, adotando tal postura, para a renovação da produção literária da poesia no Rio Grande do Sul, num tempo em que ainda havia resíduos simbolistas prevalecendo em versos dos poetas gaúchos.
O escritor Manoelito de Ornellas costumava afirmar que, após a publicação do primeiro livro de poesias de Wayne, o qual marcou época, ele, o poeta e, em seguida, Érico Veríssimo, aproximaram-se, fazendo-se amigos.
Associou-se estrutural e tematicamente às novas correntes poéticas do seu tempo sem que, com isso, precisasse abandonar a fronteira do Rio Grande do Sul com o Uruguai, buscando guarida na capital do país para onde acorriam os jovens intelectuais e artistas em busca de projeção.

## Prosador
Xarqueada, romance de 1937, associa-se a uma corrente literária marcante da Segunda Fase do Modernismo no Brasil, denominada Neorealismo, a qual se filiam autores como Graciliano Ramos, Jorge Amado, Cyro Martins, Dyonélio Machado, entre outros.
Na Literatura do Rio Grande do Sul, segue a esteira desmitificadora do regionalismo calcado em O gaúcho, de José de Alencar, que nobilitara o habitante do pampa, cujo apogeu se dá com Contos gauchescos. O romance de Pedro Wayne, ao lado da "trilogia da campanha" de Ivan Pedro Martins ou da "trilogia do gaúcho a pé" de Cyro Martins, apresenta o peão campeiro em suas condições miseráveis, sem terra, sem direitos trabalhistas, sem esperança, narrando as mazelas e as dores do homem rural.
Em 1955, Pedro Wayne publicou Lagoa da música, resgate e recriação do imaginário do pampa gaúcho, em contos que articulam Ficção e História, narrativas orais e literatura escrita. O narrador busca explicar fenômenos da natureza, exaltar figuras históricas, resgatar casos e lendas especialmente da região missioneira, com relativa ênfase para a Revolução Federalista (1893-1895). O livro serviu como ponto de referência para a composição do curta metragem "La Torre:alma, terra e sangue", da diretora Adriana Gonçalves. 

## Grupo de Bagé
Atento aos movimentos culturais, Pedro Wayne incentivou e colaborou, desde do inicio, com os jovens artistas que formaram o Grupo de Bagé.
A sua contribuição é lembrada pelo poeta, escritor e crítico de artes bageense Clóvis Assumpção, ao afirmar que Wayne “não só inovou a literatura do Rio Grande do Sul, com a participação ativa e direta de seu talento, como também conservou-a no alto sentido social, muito contribuiu para a formação do Grupo de Bagé, estimulando sempre e de todas as maneiras os jovens artistas.”
As charqueadas - atividades típicas de municípios gaúchos como Pelotas e Bagé - inspiraram Pedro Wayne e também artistas plásticos como Danúbio Gonçalves, bageense, em sua série de gravuras "Charqueadas", além de obras esparsas de Glênio Bianchetti, Glauco Rodrigues, Jacy Maraschin e outros.  

## Casa de Cultura Pedro Wayne
O trabalho comunitário e a projeção que concedeu à cidade de Bagé, através de sua obra, renderam várias homenagens públicas a Pedro Wayne, incluindo o nome de uma rua e o nome da Casa de Cultura do município, local em que se realizam atividades culturais locais e regionais, de cunho erudito e popular. Em uma de suas salas, há um memorial dedicado ao escritor, que inclui móveis, objetos de uso pessoal, escritos e trabalhos artísticos, incluindo pinturas, do intelectual que nasceu na Bahia.
O prédio em que está localizada a Casa de Cultura Pedro Wayne data de 1902, onde teria funcionado a loja de armarinhos Affonso Garrastazú & Cia, que oferecia produtos para homens, mulheres e crianças, além perfumarias, calçados, miudezas em geral. Mais tarde, o Banco do Comércio, o Banco Industrial e Comercial e o Banco Sulbrasileiro ofereceram os seus serviços à população naquele endereço. No segundo andar do edifício, ainda funcionou, durante algum tempo, a Fundação Emílio Médici (dedicada à preservação da memória do ex-presidente brasileiro).

## Obras
- 1931 - Versos Meninosos e a Lua (poesia)
- 1935 - Dina (poesia)
- 1937 - Xarqueada (romance)
- 1942 - Almas penadas (romance)
- 1944 -  Boêmio Triste (teatro)
- 1947 - Tropel de Aflições (poesia)
- 1955 - Lagoa da Música (contos)

Em 2008, a professora Cristina Maria Rosa, biógrafa e estudiosa da obra do autor, procedeu ao resgate de três volumes de livros usados por Pedro Wayne para alfabetizar a filha, Ester Wayne Nogueira, apelidada de Tetê . Os manuscritos do autor dividem-se em "Histórias de Tetê", "Outras Histórias de Tetê" e "Continuam as Histórias de Tetê" e foram compilados em Um alfabeto à Parte: o Livro de Leitura de Pedro Wayne, de autoria da pesquisadora.